# Bojišina
Bojišina (en serbe cyrillique : Бојишина) est un village de Serbie situé sur le territoire de la Ville de Leskovac, district de Jablanica. Au recensement de 2011, il comptait 183 habitants.

## Démographie
| 1948 | 1953 | 1961 | 1971 | 1981 | 1991 | 2002 | 2011 |
| ---- | ---- | ---- | ---- | ---- | ---- | ---- | ---- |
| 337  | 382  | 393  | 369  | 326  | 267  | 245  | 183  |

|  |